# Marija Gyiketta-Ogrizek
Marija Gyiketta-Ogrizek (Zagreb, 11. travnja 1911. – Zagreb, 18. svibnja 1988.) je bila hrvatska kemijska inženjerka i modernizatorica nastave analitičke kemije.

## Životopis
Maturirala u I. ženskoj realnoj gimnaziji u Zagrebu 1930., završila je jednogodišnji trgovački tečaj u Neuer Wiener Handels Akademie u Beču 1931., diplomirala u Kemijsko-inženjerskom odjelu Tehničkog fakulteta u Zagrebu 1937. i 1964. doktorirala na Tehnološkom fakultetu (danas Fakultet kemijskog inženjerstva i tehnologije) u Zagrebu tezom Ispitivanje mogućnosti odjeljivanja malih količina antimona u metalnom kositru primjenom ionskih izmjenjivača pomoću radioaktivnih izotopa, koju je izradila za boravka na Tehničkom fakultetu u Berlinu (Charlottenburg, TU Berlin) koju je izradila 1963. pod vodstvom Ewalda Blasiusa. Znanstveno se usavršavala također u Münchenu 1944. i Frankfurtu 1952. Nakon diplome radila kao asistentica volonterka u Zavodu za anorgansku kemijsku tehnologiju Kemijsko-inženjerskog odjela, 1939. postala asistentica dnevničarka u Zavodu za analitičku kemiju, 1941. asistentica vježbenica, 1961. docentica i 1972. izvanredna profesorica u istom Zavodu Tehnološkog fakulteta u Zagrebu. Umirovljena je 1978. Predavala je kolegij Analitička kemija I te modernizirala nastavu analitičke kemije uvodeći semimikro tehniku separacije kationa i aniona. Bila je i predstojnica Zavoda za analitičku kemiju (1970. – 1978.) i pročelnica Kemijsko-tehnološkog odjela (1970. – 1972.). Njezin udžbenik s toga područja dugo je bio jedini hrvatski sveučilišni udžbenik te vrste. Od 1938. radila je u Zavodu za anorgansku kemijsku tehnologiju Fakulteta, od 1972. kao izvanredna profesorica; umirovljena je 1978.

## Djela
Znanstvene radove publicirala je u časopisima "Kemija u industriji" (1960., 1983.) i "Mikrochimica acta" (Beč 1974.), a napisala je i poglavlje Ionski izmjenjivači u analitičkoj kemiji u "Laboratorijskom priručniku" I. Filipovića i P. Sabioncella (Zagreb 1960., 1978.). Bila je plodna i dobra autorica udžbenika iz kvalitativne i kvantitativne analitičke kemije, koji su doživjeli nekoliko izdanja, a nadopunjeni upotrebljavaju se i danas. Autorica je više udžbenika iz kvalitativne i kvantitativne analitičke kemije koji su dugo bili u uporabi, primjerice "Semimikro kvalitativna analiza". Praktični dio (1960. – 1976.), "Kvalitativna anorganska kemijska analiza" (s B. Rašica i I. Mihaljevićem, 1974.), "Semimikro kvalitativna kemijska analiza" (s I. Eškinjom, 1976.), "Kvalitativna kemijska analiza", "Praktični dio" (sa Z. Šoljićem, 1976).

## Vanjske poveznice
- Marija (Marica) Gyiketta-Ogrizek Hrvatska tehnička enciklopedija, portal hrvatske tehničke baštine. LZMK